# 버드 팅웰
버드 팅웰(Bud Tingwell, 1923년 1월 3일 ~ 2009년 5월 15일)은 오스트레일리아의 희극인, 비행사, 배우이다.
시드니에서 태어났으며 멜버른에서 사망하였다. 사인은 전립선암이다.

## 출연 작품
- 쓰리 블라인드 마이스 (2008년)
- 이리지스터블 (2006년)
- 진다바인 (2006년)
- 휴먼 터치 (2004년)
- Tulip (1998) - 단편
- 그날이 오면 (2000년)
- 이노센스 (2000년)
- 에이미 (1998년)
- 더 캐슬 (1997, The Castle)
- 라스트 블릿 (1995년)
- 뉴리웨드 (1993년)
- 광란의 168시간 (1993년)
- 어둠 속의 외침 (1988년)
- 파도치는 청춘 (1986년)
- 지옥의 탈출 (1976년)
- 피터슨 (1974년)
- 썬더버드 알 고 (1966년)
- 드라큐라 - 어둠의 왕자 (1966년)
- 썬더버드 - 시리즈 (1965년)
- 수용소 여인 (1965년)
- 머더 어호이 (1964년)
- 맥긴티 부인의 죽음 (1964년)
- 장례식을 마치고 (1963년)
- Z 카스 (1962년)
- 패딩턴 발 4시 50분 (1961년)
- 타잔의 위기 (1960년)
- 사막의 대진격 (1953년)
- 캥거루 (1952년)

### 텔레비전
- 프리즈너 (1985-86, Prisoner) - 닥터 매시 역